# Morschenberg
Der Morschenberg ist ein 608,3 m ü. NHN hoher Berg im Mittleren Pfälzerwald, einer Teilregion des Pfälzerwalds. Er liegt auf der Waldgemarkung der Gemeinde Kirrweiler im Landkreis Südliche Weinstraße in Rheinland-Pfalz. Er gehört zu den 16 Bergen im Pfälzerwald, deren Höhe die 600 m-Marke übersteigt. Der Gipfel wird auch Platte genannt.

## Geographie

### Lage
Der Morschenberg liegt im Biosphärenreservat Pfälzerwald-Vosges du Nord und im Naturpark Pfälzerwald. Sein Gipfel erhebt sich in Luftlinie 3,5 km südwestlich vom Kalmitgipfel (672,6 m), sowie 4,7 km westlich von Sankt Martin, 6,7 km westlich von Maikammer und 8,9 km westlich von Kirrweiler. Der Morschenberg bildet mit dem Schafkopf (616,8 m) und dem Rotsohlberg (607,1 m) einen westlich der Haardt liegenden Höhenzug, wobei im Pfälzerwald noch die 600 m-Höhenmarke überschritten wird. Der Höhenzug wird im Norden am Rotsohlberg von den Passübergängen Hüttenhohl und Totenkopf und im Süden am Morschenberg vom Passübergang Lolosruhe begrenzt. Der Berg ist vollständig mit Mischwald hauptsächlich aus Kiefern und Buchen bewaldet. Am Gipfel befinden sich eine kleine Steinpyramide und zwei topografische Markierungssteine.

### Naturräumliche Zuordnung
Der Morschenberg gehört zum Naturraum Pfälzerwald, der in der Systematik des von Emil Meynen und Josef Schmithüsen herausgegebenen Handbuches der naturräumlichen Gliederung Deutschlands und seinen Nachfolgepublikationen als Großregion 3. Ordnung klassifiziert wird. Betrachtet man die Binnengliederung des Naturraums, so gehört er zum Mittleren Pfälzerwald.
Zusammenfassend folgt die naturräumliche Zuordnung des Morschenbergs damit folgender Systematik:
1. Großregion 1. Ordnung: Schichtstufenland beiderseits des Oberrheingrabens
2. Großregion 2. Ordnung: Pfälzisch-Saarländisches Schichtstufenland
3. Großregion 3. Ordnung: Pfälzerwald
4. Region 4. Ordnung (Haupteinheit): Mittlerer Pfälzerwald

## Zugang und Wandern
Über den Höhenzug Rotsohlberg, Schafkopf und Morschenberg führen vom Totenkopf bzw. Hüttenhohl bis zur Lolosruhe durch den Pfälzerwald-Verein markierte Wanderwege, die allerdings nicht über die Gipfel verlaufen. Der Gipfel des Morschenberges liegt etwa 30 m vom über den Berg verlaufenden Wanderweg entfernt. Der kürzeste Zugang über weniger als einen Kilometer kann vom Wanderparkplatz an der Lolosruhe erfolgen. Weiterhin kann der Berg von der im Edenkobener Tal gelegenen Edenkobener Hütte am Hüttenbrunnen über das Seitental des Haselbachs und auf dem Sattel zum Schafkopf gelegenen Schutzhütte St. Martiner Fronbaum erreicht werden.